# (17025) Pilachowski
(17025) Pilachowski est un astéroïde de la ceinture principale.

## Description
(17025) Pilachowski est un astéroïde de la ceinture principale. Il fut découvert le 13 mars 1999 à l'observatoire Goodricke-Pigott par Roy A. Tucker. Il présente une orbite caractérisée par un demi-grand axe de 2,57 UA, une excentricité de 0,20 et une inclinaison de 7,4° par rapport à l'écliptique.

## Compléments